# Dainichigatake
Der Dainichigatake (jap. 大日ヶ岳)  ist ein 1708,9 m hoher Berg des Ryōhaku-Gebirges auf der japanischen Hauptinsel Honshū.

## Übersicht

### Lage
Ursprünglich markierte der Dainichigatake die Grenze zwischen den Provinzen Mino, Hida und Echizen. Mit Einführung der Präfekturen im Jahr 1871 gehörte der Berg in Teilen zu den Präfekturen Fukui und Gifu.
Das zur Präfektur Fukui gehörende Dorf Itoshiro (石徹白村,  -mura) wurde im Jahr 1958 anlässlich der präfekturübergreifenden „Großen Gemeindezusammenlegung der Shōwa-Zeit“ (昭和の大合併, Shōwa no dai-gappei) in die urbane Gemeinde Shiratori (白鳥町, -chō) (inzwischen Teil der Stadt Gujō) des Landkreises Gujō (郡上郡, -gun) eingegliedert. Damit gehörte fortan das gesamte, vom Berg eingenommene Areal zur Präfektur Gifu.

### Abfluss
Das Niederschlagswasser des Dainichigatake fließt durch die Flüsse Nagara, Shō und Kuzuryū in drei unterschiedliche Richtungen ab. 

### Erstbesteigung
Erstmals soll der Berg im Jahr 717 vom buddhistische Mönch Taichō bestiegen worden sein, der auf dem Gipfel den Buddha Mahāvairocana (大日如来, Dainichi nyorai) verehrt haben soll.

### Nutzung
Es gibt drei Bergwanderrouten zum Gipfel, von dem aus der 2702 m hohe Vulkan Haku-san zu sehen ist.
Die Hänge des Berges werden für Wintersport genutzt. 